# Поединок разумов
«Поединок разумов» (англ. Meeting of the Minds) — повесть писателя-фантаста Роберта Шекли, написанная в 1960 году.
Первая книжная публикация произведения состоялась в сборнике «Осколки космоса» (англ. Shards of Space) в 1962-м.

## Сюжет
Вторая Марсианская Экспедиция возвращается на Землю. Тайна исчезновения (или гибели) марсианской цивилизации так и осталась нераскрытой. При этом никто и не догадывается, что главная «причина» исчезновения проникла на планету Земля. Существо Квиддак (или Квидак) под видом насекомого, внешне напоминающего смесь таракана и скорпиона, вначале пробралось на космический корабль, а затем благополучно высадилось на Землю. Первой его жертвой оказалась крыса. Обыкновенная портовая крыса, ставшая закуской для Квиддака. Но у пришельца (по существу - инопланетного "прогрессора") есть великая цель — создать сообщество Квиддака. И он должен выполнить свою миссию во что бы то ни стало… Однако на пути завоевателя встают человек и человеческий фактор.